# 120131 MAVEN
120131 MAVEN este o planetă minoră (asteroid) din centura de asteroizi. A fost descoperită pe 26 martie 2003 la Stația Anderson Mesa de Lowell Observatory Near-Earth-Object Search. 
Obiectul prezintă o orbită caracterizată de o semiaxă mare de 3,0194508840155 UAi, o excentricitate de 0,14048196517849, o înclinație de 0,74281944795485 ° în raport cu ecliptica.